# Ayla Ågren
Ayla Ågren (Bærum, 23 juli 1993) is een Noors-Zweeds autocoureur.

## Autosportcarrière
Ågren begon haar autosportcarrière in het karting in 2004, waar zij tot 2011 actief bleef. Hier nam zij voornamelijk deel aan Scandinavische en Europese kampioenschappen. In 2012 verhuisde zij naar de Verenigde Staten om deel te nemen aan de Skip Barber F2000 Summer Series. Hier behaalde zij vier podiumplaatsen, waardoor ze met 453 punten achtste werd in de eindstand.
In 2013 en 2014 nam Ågren deel aan twee seizoenen van de F1600 Championship Series. In haar eerste seizoen kwam zij uit voor Bryan Herta Autosport en behaalde zij twee podiumfinishes op de Virginia International Raceway en Road Atlanta, waardoor werd zij met 322 punten vierde werd in de eindstand. In 2014 stapte zij over naar het Team Pelfrey. Zij behaalde drie overwinningen op de Mid-Ohio Sports Car Course, het Pittsburgh International Race Complex en Watkins Glen en stond in vijf andere races op het podium. Met 492 punten werd zij kampioen in de klasse.
In 2015 maakte Ågren de overstap naar de U.S. F2000, waarin zij opnieuw voor Pelfrey uitkwam. Zij kende een redelijk debuutseizoen waarin zij elfmaal in de top 10 eindigde, met twee zesde plaatsen op de Indianapolis Motor Speedway en Mid-Ohio als hoogtepunten. Met 186 punten werd zij tiende in het kampioenschap.
In 2016 bleef Ågren actief in de U.S. F2000, maar stapte zij over naar het team John Cummiskey Racing. Een vierde plaats op Road America was dat jaar haar beste resultaat in een race, maar zij moest vier races missen vanweg een gebrek aan sponsorgeld. Met 137 punten werd zij elfde in de eindstand.
In 2017 reed Ågren een derde seizoen in de U.S. F2000, waarin zij terugkeerde naar Pelfrey. Na zes races, waarin een zevende plaats op Indianapolis haar beste resultaat was, moest zij opnieuw twee races missen vanwege sponsorproblemen. Zij keerde enkel terug tijdens de race op de Iowa Speedway, maar verliet daarna het kampioenschap. Met 72 punten werd zij zeventiende in het klassement.
Nadat zij in 2018 niet aan races deelnam, meldde Ågren zich in 2019 aan voor de W Series, een kampioenschap waar enkel vrouwen aan deelnemen. Zij kwam echter niet door het evaluatieproces en zij werd uiteindelijk de bestuurder van de safetycar in de IndyCar Series. In 2020 meldde zij zich opnieuw aan voor de W Series en werd ditmaal wel geselecteerd om deel te nemen aan het kampioenschap, dat zou worden afgelast vanwege de coronapandemie. In 2021 maakt zij wel haar racedebuut in de W Series.